# 蝲蛄溪站
蝲蛄溪站（：／ Gajaeul yeok */?）是仁川地鐵2號線沿線的一座地下車站，位於韓國仁川廣域市西區佳佐洞。

## 車站結構
地下3層規模的地下車站，剪票閘口位於地下1樓，月台層則位於地下3樓。
站體為2面2線側式月台的地下車站，候車月台設有月台幕門，並有4處出口。

### 月台配置
| 仁川佳佐 ↑     |
| 下 \| 上       |
| ↓ 朱安國家產團 |

| 月台 | 路線               | 目的地                                                 |
| ---- | ------------------ | ------------------------------------------------------ |
| 上行 | ●仁川都市铁道2号线 | 仁川佳佐、石南、西區廳、亞運會賽場、黔岩、黔丹梧柳方向 |
| 下行 | ●仁川都市铁道2号线 | 朱安、南洞區廳、仁川大公園、雲宴方向                   |

## 歷史
- 2016年7月30日：落成啟用[1]。

## 車站周邊
- 佳亭女子中學
- 東仁川女子中學
- 濟物浦中學
- 仁川佳井初等學校
- 佳佐緩衝綠地公園

## 圖片

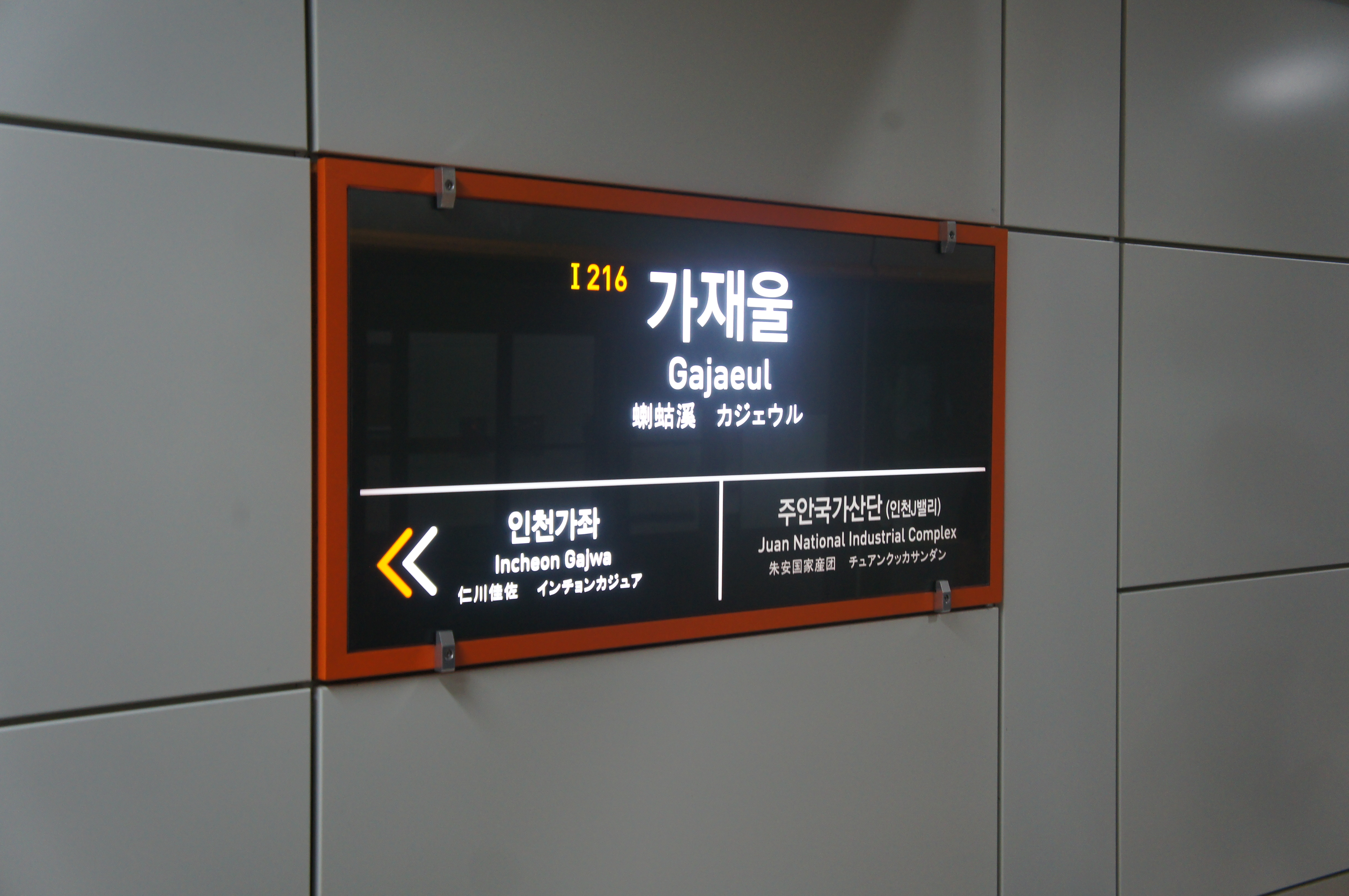
站名牌
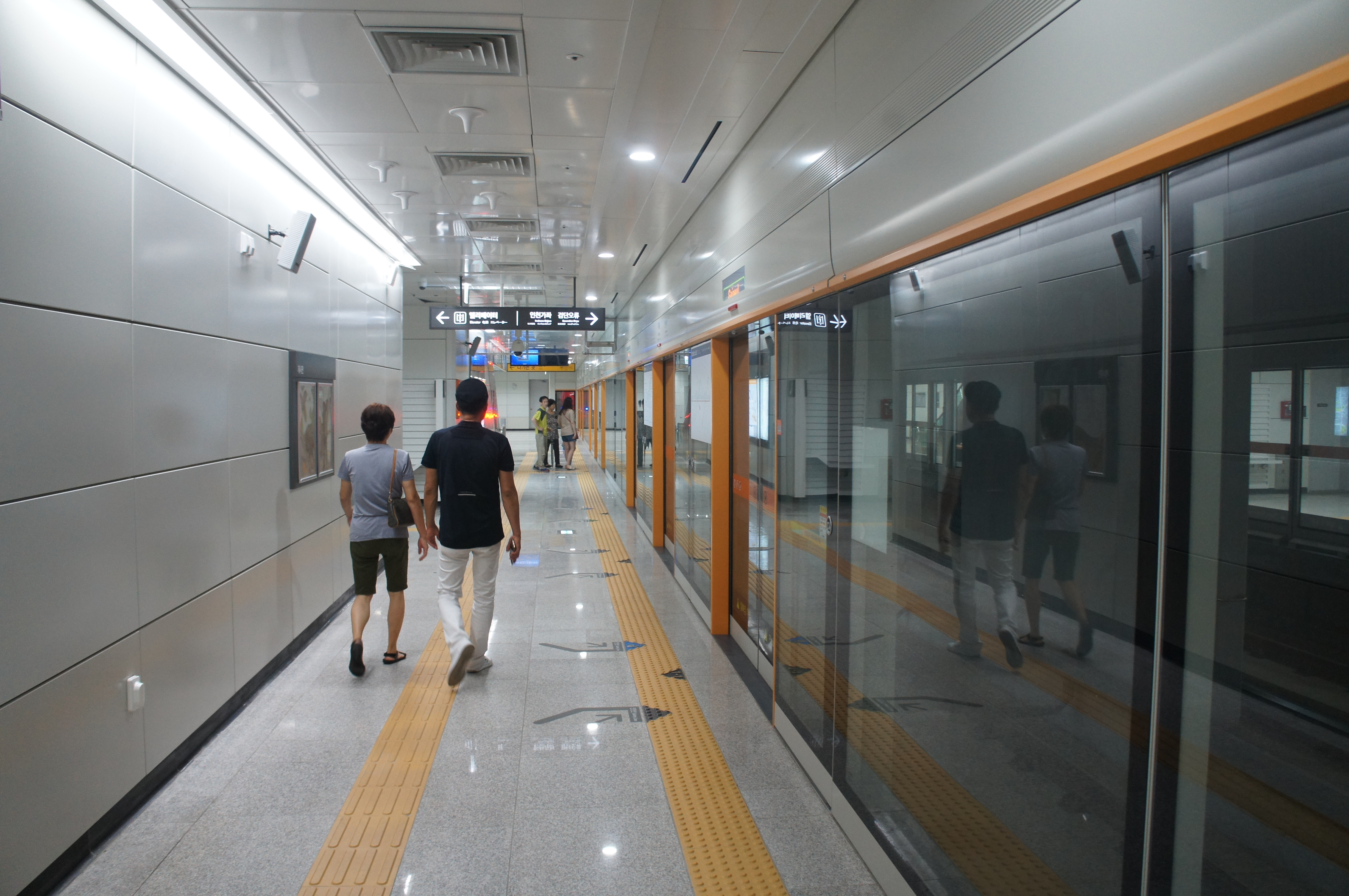
候車月台
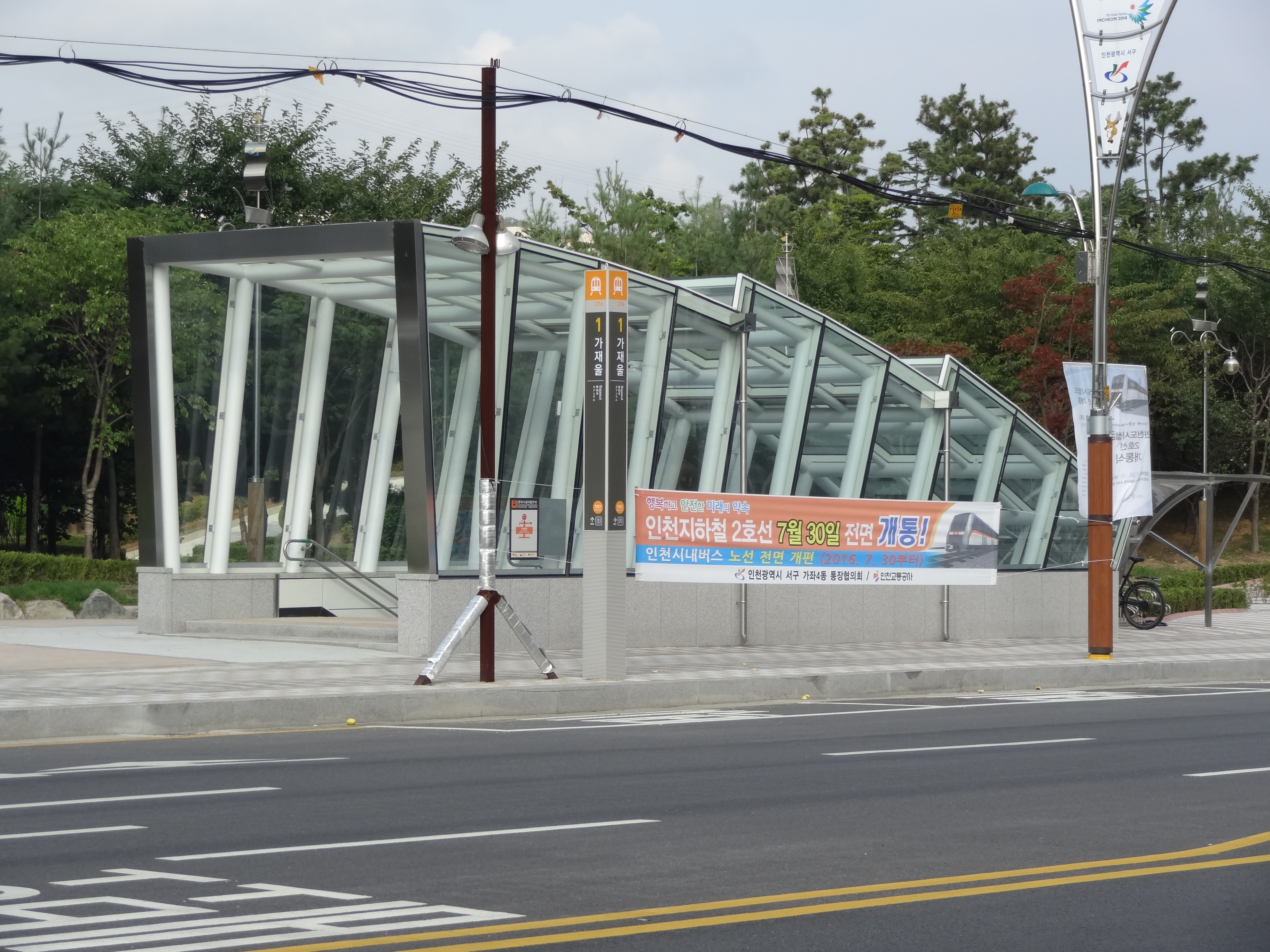
1號出口
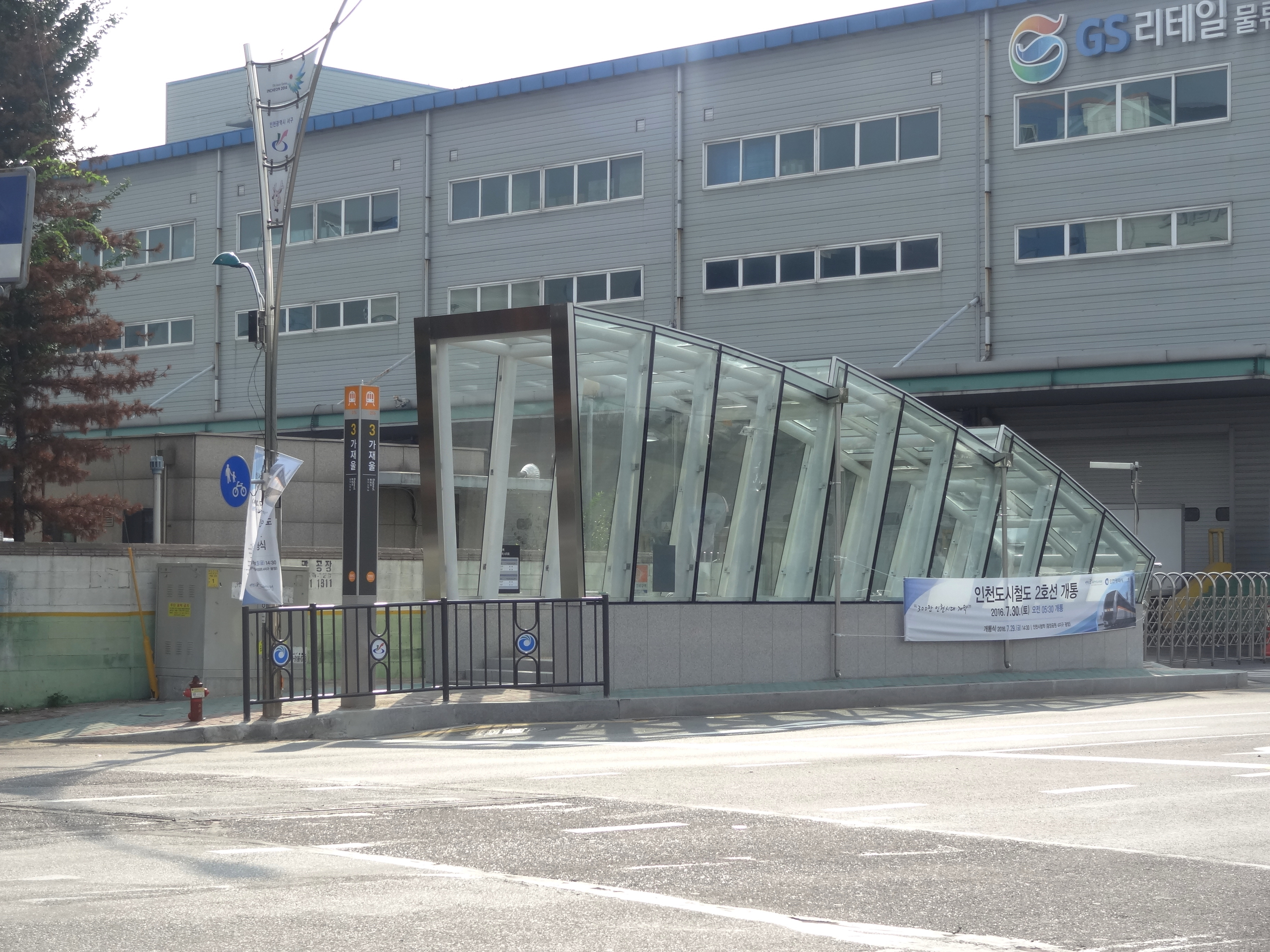
3號出口
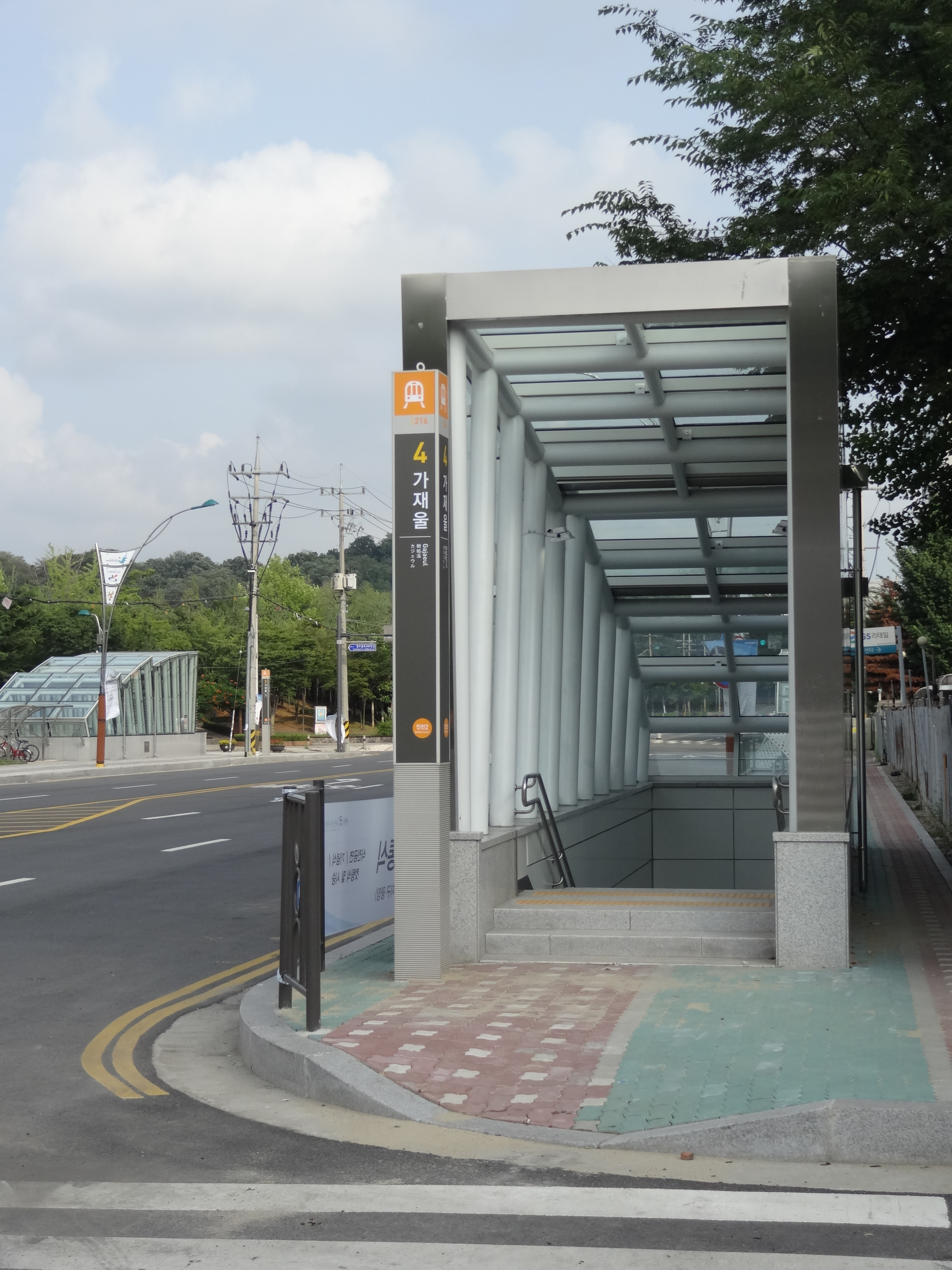
4號出口

## 相鄰車站
仁川交通公社
●仁川都市铁道2号线
仁川佳佐（I215）－蝲蛄溪（I216）－朱安國家產團（I217）